# Hakaszföld zászlaja
Az orosz színekből látszik, hogy a köztársaság az Oroszországi Föderáció része. A zöld, Szibéria hagyományos színe, az örök élet és az újjászületés szimbóluma.
Az embléma az ősök iránti tiszteletre utal; tőlük származik a nap szimbólum is. A sárga a hakasz ősök bölcsességére utal.